# Vgame
Vgame(全称为Vgame:消零世界）是游戏开发商VANEPLUS STUDIO所开发的3D异次元都市动作游戏。于2018年11月25日开启预约，当前还在预约状态中，TapTap预约量已突破100万。游戏平台为Android和iOS，预计2019年9月24日正式上线于App Store

## 相关链接
《vgame》官网——异次元都市动作手游